# Aeropuerto Internacional de Puerto Vallarta
El Aeropuerto Internacional de Puerto Vallarta, o Aeropuerto Internacional Licenciado Gustavo Díaz Ordaz (Código IATA: PVR - Código OACI: MMPR - Código DGAC: PVR), es un aeropuerto localizado en Puerto Vallarta, Jalisco (México). Situado en la costa del Océano Pacífico, recibe a miles de turistas cada año. Se ocupa del tráfico aéreo nacional e internacional de Puerto Vallarta y Riviera Nayarit.
El Aeropuerto Internacional de Puerto Vallarta es el séptimo aeropuerto más importante de México.

## Información
El Aeropuerto internacional de Puerto Vallarta, se encuentra ubicado a 7.5 kilómetros de la ciudad de Puerto Vallarta, Jalisco y a 10 kilómetros del destino Nuevo Nayarit en el estado de Nayarit en la Bahía de Banderas.
Cuenta con dos edificios terminales: el edificio terminal principal de aviación comercial y el de aviación general, además de un Operador de base fija (FBO) por la Empresa "Aerotron Servicios Aéreos Corporativos".
Cuenta con una pista de 3,100 metros de longitud por 45 metros de ancho con designación 04-22 y diversos rodajes de conexión con las plataformas de aviación comercial y general. La pista permite atender sin restricciones las rutas y equipos que actualmente operan las diversas líneas aéreas.
La pista tiene capacidad para 40 operaciones por hora. La plataforma comercial cuenta con 20 posiciones, de las cuales 11 son de contacto y 9 remotas. En aviación general se cuenta con 18 posiciones además se tiene dos accesos al aeropuerto, 5 rodajes de accesos a plataformas, un rodaje principal y cuatro rodajes para salir de la pista principal independientes en sus extremos.
Cuenta con la exclusiva sala VIP, el VIP Lounge Puerto Vallarta.
Durante el 2021 el aeropuerto recibió a 4,120,000 de pasajeros, mientras que en 2022 fueron 6,208,400 de pasajeros, según datos publicados por Grupo Aeroportuario del Pacífico.
El aeropuerto fue nombrado en memoria del Presidente de México Gustavo Díaz Ordaz.

## Expansión y crecimiento
El Aeropuerto Internacional Licenciado Gustavo Díaz Ordaz es principalmente un aeropuerto turístico, con la mayoría de los pasajeros que visitan el aeropuerto en primavera y principios del verano, justo antes de la temporada de lluvias que golpea la zona. El aeropuerto sirve a múltiples destinos en América del Norte y es uno de los 5 aeropuertos de México con destinos intercontinentales. La aerolínea turista británica TUI Airways sirve el aeropuerto con 2 vuelos a la semana todo el año a Londres-Gatwick y Mánchester utilizando su nuevo avión, el Boeing 787. TUI Airways vuela desde Mánchester a Puerto Vallarta y es también la ruta más larga de la aerolínea actualmente. Los Ángeles, San Francisco y Phoenix–Sky Harbor son las rutas internacionales más concurridos del aeropuerto, que atienden a más de 100 mil pasajeros anualmente. Entre todas las compañías aéreas que sirven el aeropuerto, Westjet es, de lejos, el transportista internacional más grande, conectando 13 ciudades canadienses diferentes con Puerto Vallarta.
Puerto Vallarta ha visto el reciente crecimiento y expansión, debido a una mayor demanda. En años recientes varias aerolíneas se han expandido en el aeropuerto junto con nuevas líneas aéreas y actualizaciones de los aviones. Air Transat, una de las mayores aerolíneas en el aeropuerto, ha tenido actualizaciones de aviones en los últimos años. Estacionalmente, Air Transat vuela con su A310 desde Vancouver. Desde Montreal y Toronto, Air Transat utiliza su avión más grande, el A330. Desde octubre de 2014, la aerolínea subsidiaria de Air Canada, Air Canada Rouge conecta Vancouver a Puerto Vallarta, con el A319 dos veces al día todo el año. Una de las aerolíneas más nuevas es Southwest Airlines, que comenzó el servicio a Puerto Vallarta en junio de 2015 para Orange County.
El 5 de noviembre de 2017 el aeropuerto de Puerto Vallarta se convirtió en el primer aeropuerto mexicano en recibir al Airbus A350 de la aerolínea Finnair, que ofrece un vuelo semanal en la temporada invierno-primavera en la ruta Helsinki-Vantaa - Puerto Vallarta.
Grupo Aeroportuario del Pacífico (GAP) anunció que realizará una inversión de más de $25 mil millones de pesos durante los próximos cinco años, de los cuales, $16 mil millones de pesos serán para sus aeropuertos ubicados en Jalisco. GAP precisó que estos recursos se destinarán a 42 mil metros cuadrados, 15 puertas de abordaje, plantas de tratamiento, entre otros.
En su plan de expansión y crecimiento, el Aeropuerto de Puerto Vallarta comenzó con la construcción de la Terminal 2 (comercial) durante 2022, la cual le permitirá atender hasta un 65% adicional de operaciones, ya que debido a su importante flujo de pasajeros, el edificio terminal con el que actualmente cuenta, no es suficiente para atender las operaciones actuales (principalmente entre los meses de noviembre a marzo, cuando el tráfico internacional es casi 50% mayor que el nacional). Se contempla que la nueva terminal esté operando en diciembre de 2024, así mismo, la terminal 1 tendrá algunas remodelaciones importantes, para que entre ambos edificios se ofrezca una experiencia grata a los pasajeros.

### Instalaciones militares
La Estación Aérea Militar No. 5 son instalaciones de la Fuerza Aérea Mexicana ubicadas en el Aeropuerto de Puerto Vallarta, No cuenta con escuadrones activos asignados. Tiene una plataforma de aviación de 5,400 metros cuadrados, 1 hangares y demás instalaciones para el alojamiento de efectivos de la fuerza aérea.

## Aerolíneas y destinos

### Pasajeros

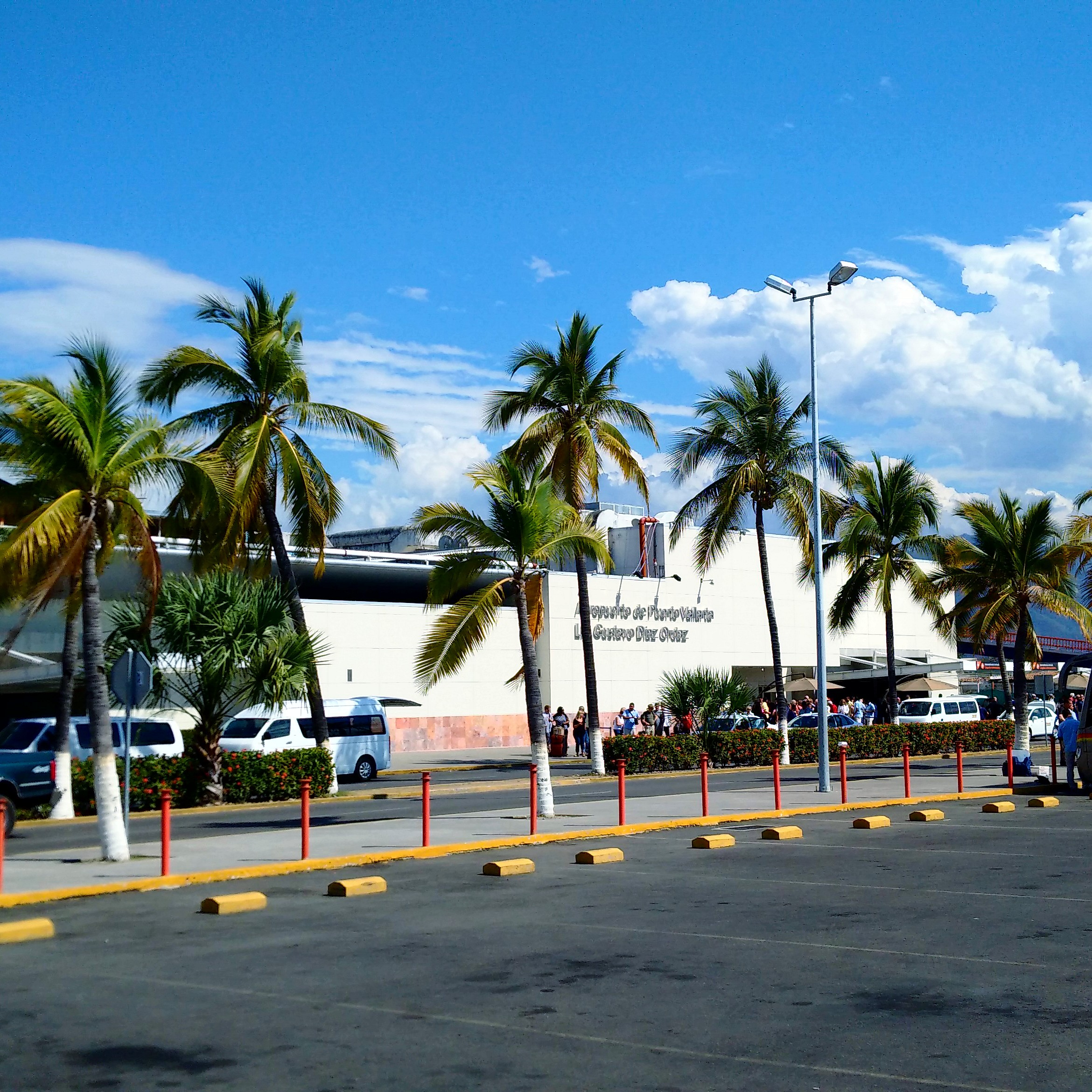
Exterior del aeropuerto.

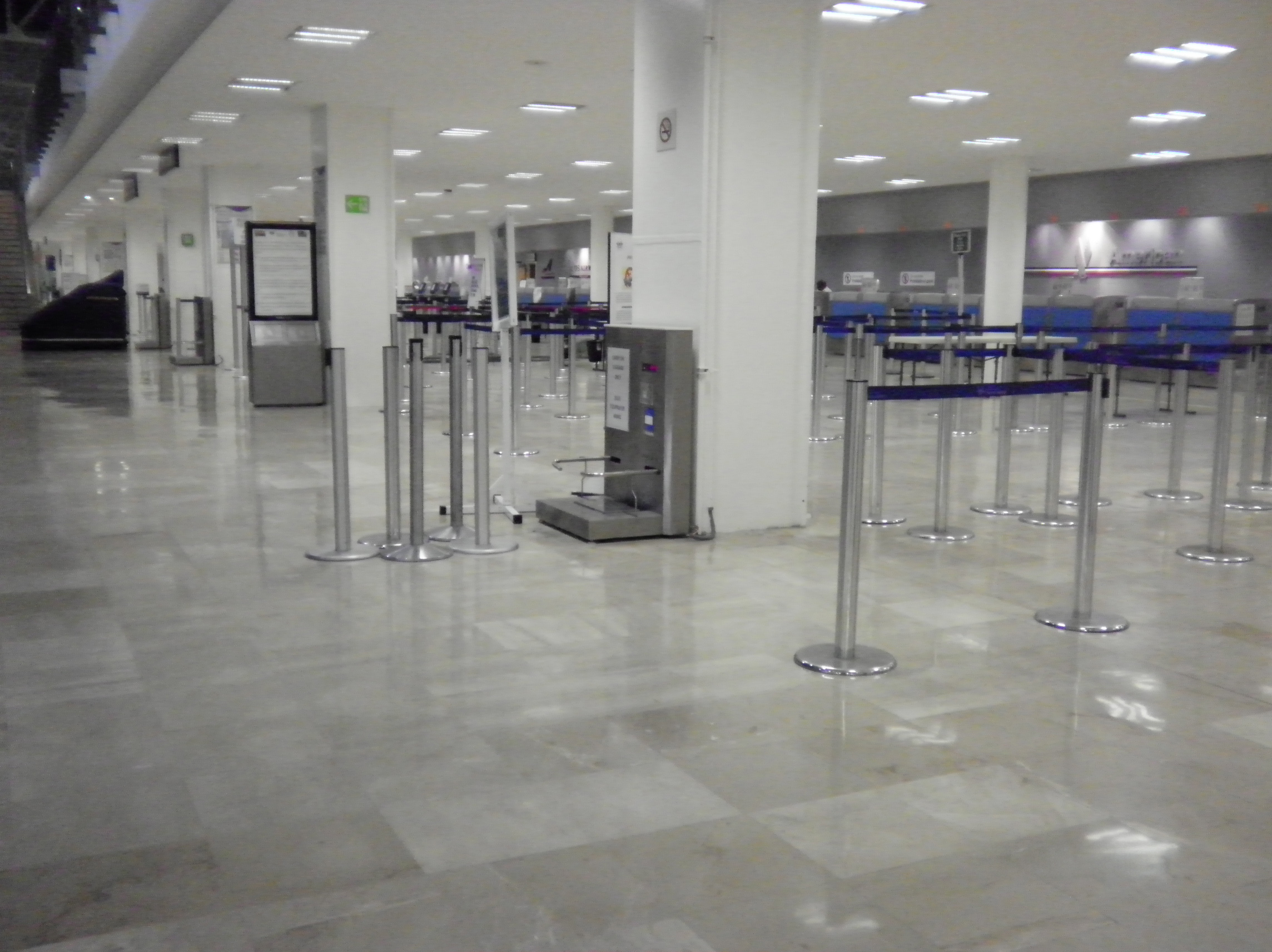
Mostradores del aeropuerto.

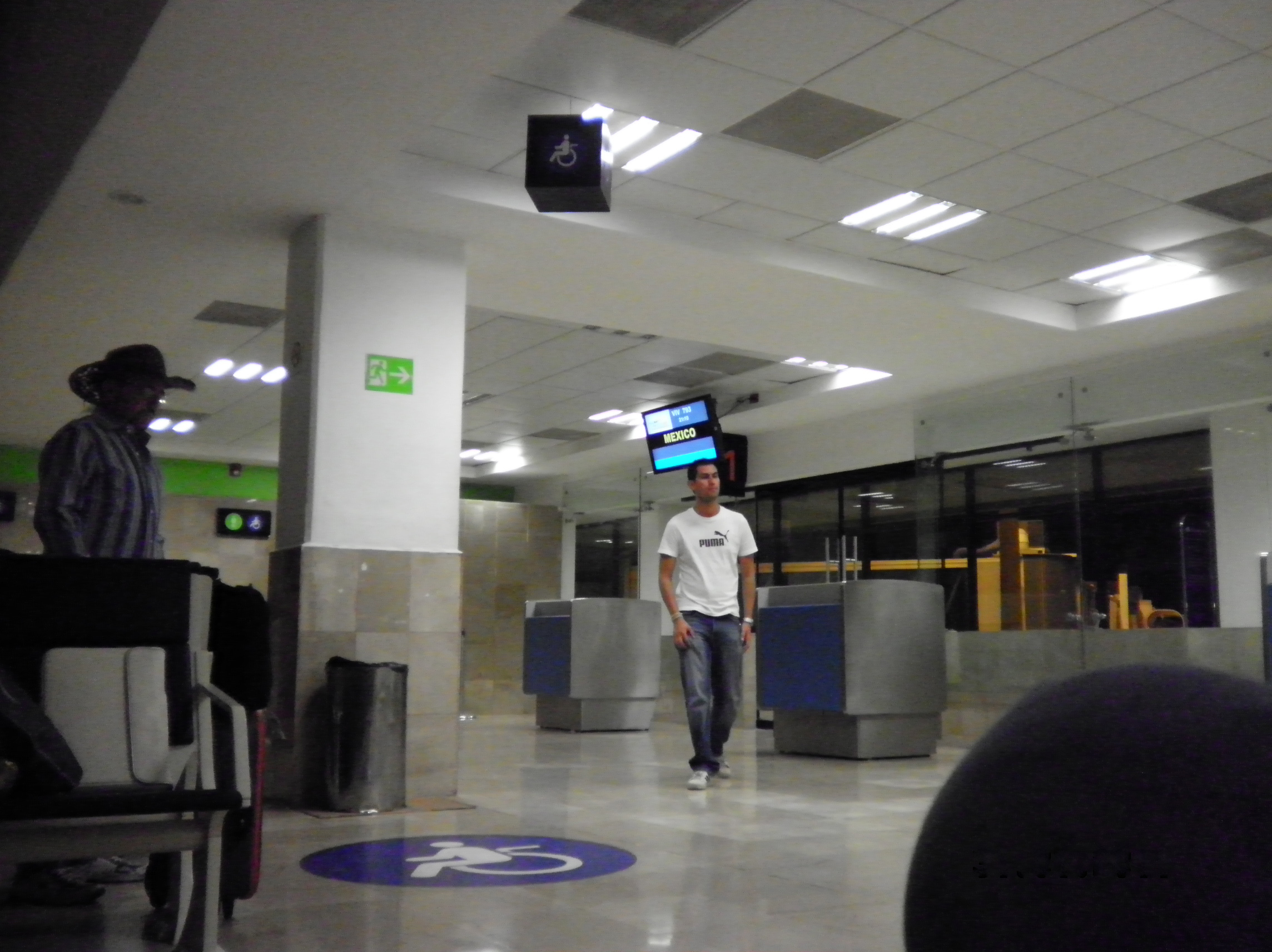
Puerta 1, en la sala nacional.

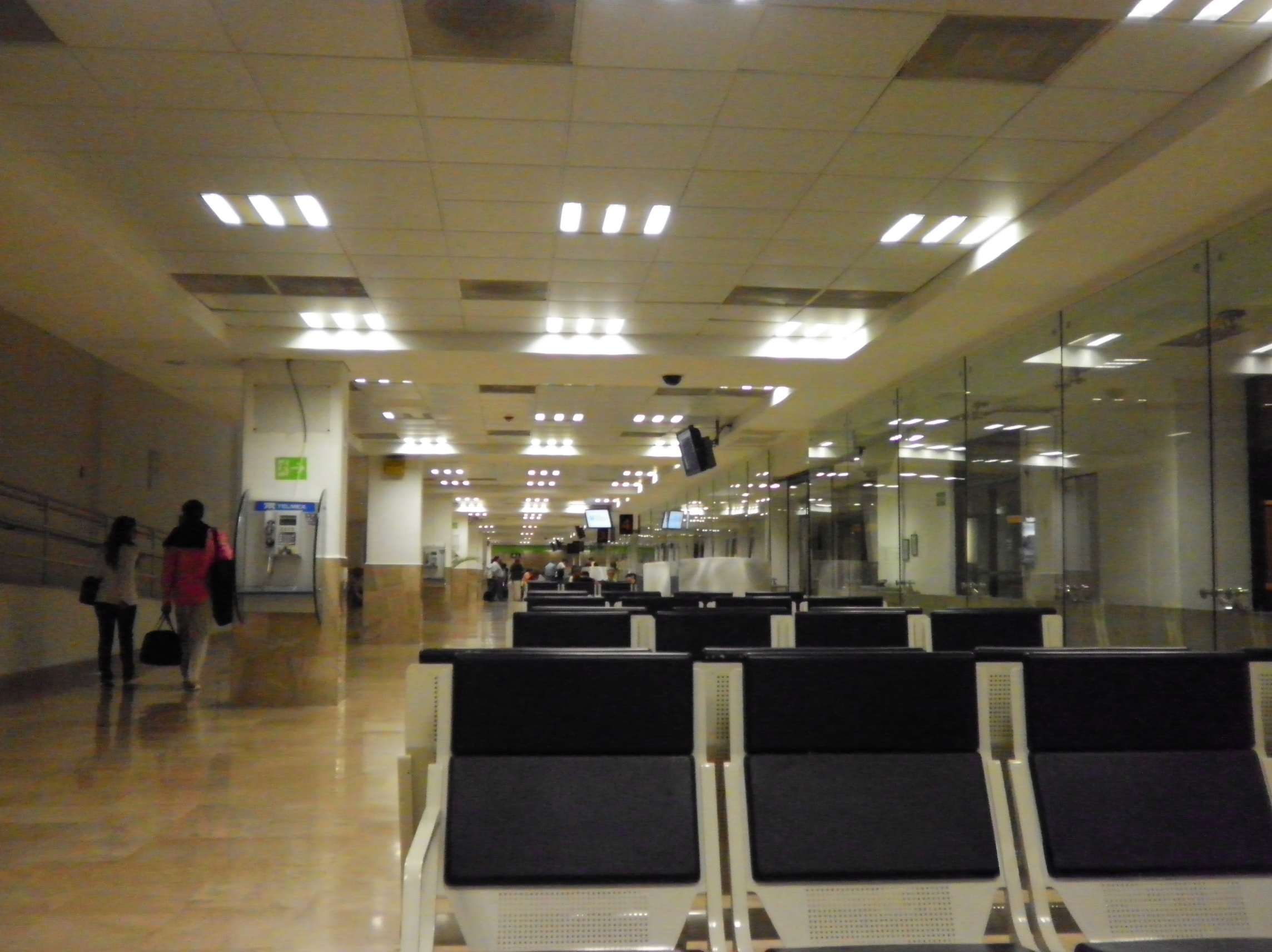
Sala A.

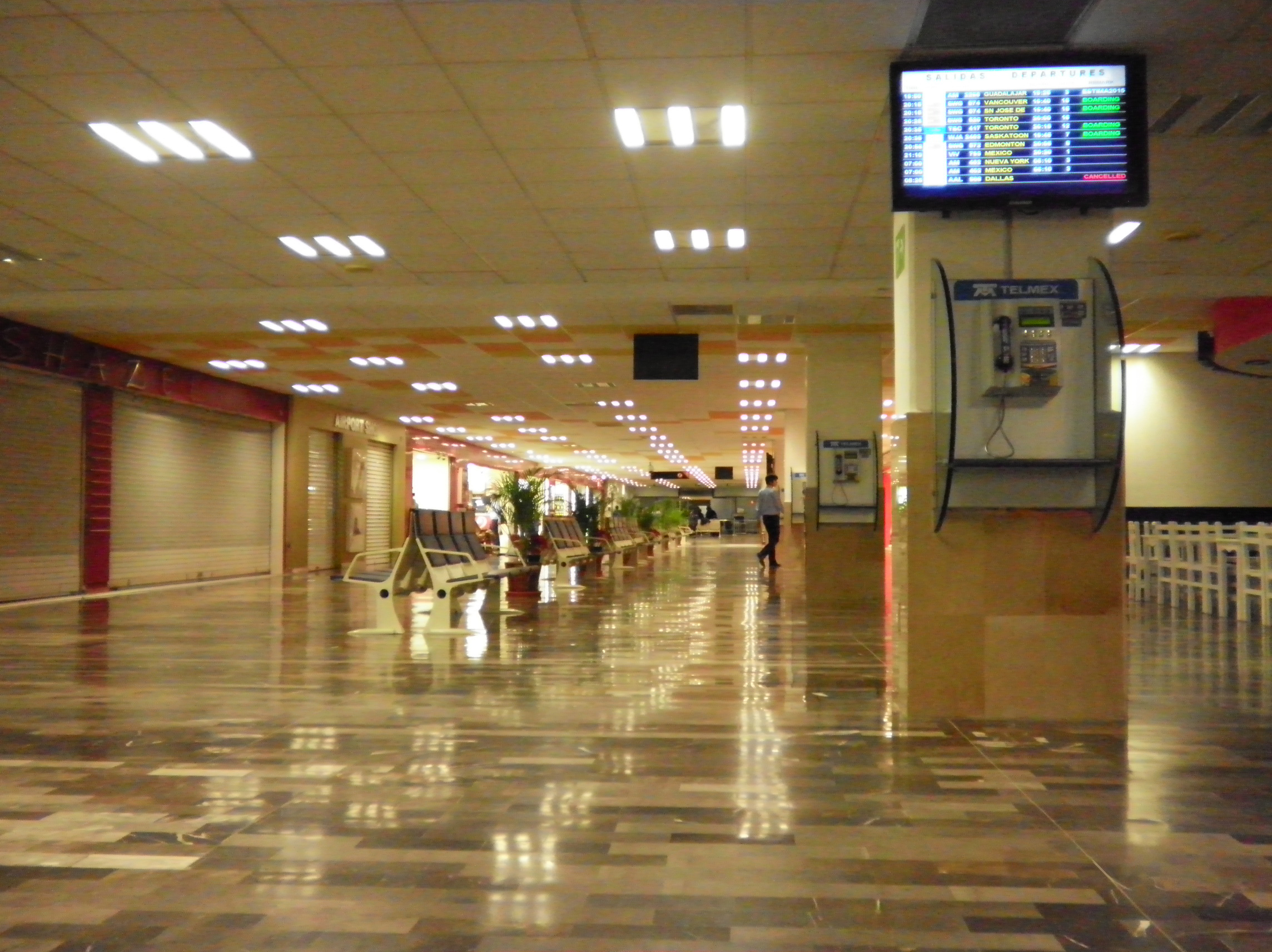
Zona comercial del aeropuerto.

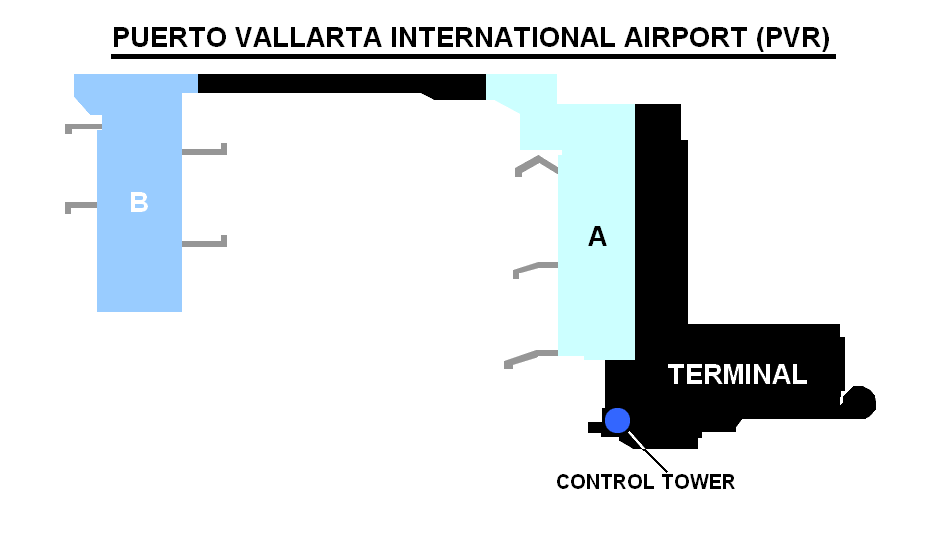
Diagrama del aeropuerto.

| Destinos por aerolínea                                                                                               | Destinos por aerolínea | Destinos por aerolínea | Destinos por aerolínea |
| Aerolínea | Destinos | Sala                   | Alianza                |
| --- | --- | ---------------------- | ---------------------- |
| Aeroméxico | Ciudad de México | A                      | SkyTeam                |
| Aeroméxico Connect                                                                                                   | Ciudad de México, Ciudad de México-AIFA | A                      | SkyTeam                |
| Air Canada | Toronto-Pearson, Vancouver Estacional: Montreal–Trudeau | B                      | Star Alliance          |
| Air Transat | Estacional: Montreal-Trudeau, Quebec, Toronto-Pearson | B                      | N/A                    |
| Alaska Airlines | Los Ángeles, San Diego, San Francisco, San José (CA), Seattle/Tacoma Estacional: Kansas City, Las Vegas, Nueva York–JFK, Portland (OR), Sacramento, San Luis   | B                      | Oneworld               |
| American Airlines | Dallas/Fort Worth, Los Ángeles, Phoenix–Sky Harbor Estacional: Chicago-O'Hare                                                                                  | B                      | Oneworld               |
| American Eagle | Estacional: Los Ángeles | B                      | Oneworld               |
| Delta Air Lines | Atlanta, Los Ángeles, Salt Lake City, Seattle/Tacoma Estacional: Detroit, Mineápolis/St. Paul                                                                  | B                      | SkyTeam                |
| Flair Airlines | Estacional: Calgary, Edmonton, Toronto–Pearson, Vancouver | B                      | N/A                    |
| Frontier Airlines | Estacional: Dallas/Fort Worth, Denver | B                      | N/A                    |
| Magnicharters | Ciudad de México, Monterrey Estacional: Chihuahua, Nuevo Laredo, San José del Cabo                                                                             | A                      | N/A                    |
| Mexicana de Aviación                                                                                                 | Ciudad de México-AIFA | A                      | N/A                    |
| Porter Airlines | Estacional: Hamilton (ON) (inicia el 18 de diciembre de 2025), Ottawa (inicia el 13 de diciembre de 2025), Toronto–Pearson (inicia el 14 de noviembre de 2025) | B                      | N/A                    |
| Señor Air | Cabo San Lucas | A                      | N/A                    |
| Southwest Airlines                                                                                                   | Denver, Houston-Hobby, Orange County, Phoenix–Sky Harbor, Sacramento Estacional: Austin                                                                        | B                      | N/A                    |
| Sun Country Airlines                                                                                                 | Estacional: Mineápolis/St. Paul | B                      | N/A                    |
| TAR México | Aguascalientes | A                      | N/A                    |
| United Airlines | Denver, Houston-Intercontinental, Newark, San Francisco Estacional: Chicago-O'Hare, Los Ángeles                                                                | B                      | Star Alliance          |
| United Express | Estacional: Houston-Intercontinental | B                      | Star Alliance          |
| Viva | Ciudad de México, Ciudad de México–AIFA, Ciudad Juárez, Guadalajara, Monterrey, Tijuana, Toluca                                                                | A                      | N/A                    |
| Volaris | Ciudad de México, Ciudad de México-AIFA, Guadalajara, León/El Bajío, Mexicali, Monterrey, Morelia, Querétaro, Tijuana, Toluca Estacional: Chicago-O'Hare       | A                      | N/A                    |
| WestJet | Calgary, Edmonton, Toronto-Pearson, Vancouver Estacional: Abbotsford, Comox, Kelowna, Prince George, Regina, Saskatoon, Victoria, Winnipeg                     | B                      | N/A                    |
| World2Fly | Chárter Estacional: Praga | B                      | N/A                    |
| Total: 57 destinos (16 nacionales, 41 internacionales), 24 aerolíneas (8 nacionales, 16 internacionales), 3 alianzas | |                        |                        |

### Destinos nacionales
Se brinda servicio a 16 ciudades dentro del país a cargo de 8 aerolíneas. Los destinos de Aeroméxico también son operados por Aeroméxico Connect.
| Aguascalientes (AGU)   |    |   |   |   | • |                      | 1  |
| Cabo San Lucas (CSL)   |    |   |   |   |   | Señor Air            | 1  |
| Chihuahua (CUU)        |    |   | • |   |   |                      | 1  |
| Ciudad de México (MEX) | •  | • | • | • |   |                      | 4  |
| Ciudad de México (NLU) | •  | • |   | • |   | Mexicana de Aviación | 4  |
| Ciudad Juárez (CJS)    |    | • |   |   |   |                      | 1  |
| Guadalajara (GDL)      | •  | • |   |   |   |                      | 3  |
| León (BJX)             | •  |   |   |   |   |                      | 1  |
| Los Cabos (SJD)        |    |   | • |   |   |                      | 1  |
| Mexicali (MXL)         | •  |   |   |   |   |                      | 1  |
| Monterrey (MTY)        | •  | • | • |   |   |                      | 3  |
| Morelia (MLM)          | •  |   |   |   |   |                      | 1  |
| Nuevo Laredo (NLD)     |    |   | • |   |   |                      | 1  |
| Querétaro (QRO)        | •  |   |   |   |   |                      | 1  |
| Tijuana (TIJ)          | •  | • |   |   |   |                      | 2  |
| Toluca (TLC)           | •  | • |   |   |   |                      | 2  |
| Total                  | 10 | 7 | 5 | 2 | 1 | 2                    | 16 |

### Destinos internacionales
Se brinda servicio a 41 ciudades extranjeras (24 estacionales) a cargo de 16 aerolíneas.
| Ciudades                                                      | Nombre del aeropuerto                                     | Aerolíneas | Sala         |              |
| Norteamérica                                                  | Norteamérica                                              | Norteamérica | Norteamérica | Norteamérica |
| ------------------------------------------------------------- | --------------------------------------------------------- | --- | ------------ | ------------ |
| Canadá (16 destinos [12 estacionales], 5 aerolíneas)          |                                                           | |              |              |
| Abbotsford (Columbia Británica)                               | Aeropuerto Internacional de Abbotsford                    | WestJet (Estacional) | B            |              |
| Calgary (Alberta)                                             | Aeropuerto Internacional de Calgary                       | Flair Airlines (Estacional) / WestJet | B            |              |
| Comox (Columbia Británica)                                    | Base de la fuerza aérea canadiense de Comox               | WestJet (Estacional) | B            |              |
| Edmonton (Alberta)                                            | Aeropuerto Internacional de Edmonton                      | Flair Airlines (Estacional) / WestJet | B            |              |
| Hamilton                                                      | Aeropuerto Internacional de Hamilton-Munro                | Porter Airlines (Estacional) (inicia el 18 de diciembre de 2025)                                                                                 | B            |              |
| Kelowna (Columbia Británica)                                  | Aeropuerto Internacional de Kelowna                       | WestJet (Estacional) | B            |              |
| Montreal (Quebec)                                             | Aeropuerto Internacional Pierre Elliott Trudeau           | Air Canada (Estacional) / Air Transat (Estacional)                                                                                               | B            |              |
| Ottawa                                                        | Aeropuerto Internacional de Ottawa                        | Porter Airlines (Estacional) (inicia el 13 de diciembre de 2025)                                                                                 | B            |              |
| Prince George                                                 | Aeropuerto de Prince George                               | WestJet (Estacional) | B            |              |
| Quebec (Quebec)                                               | Aeropuerto Internacional Jean-Lesage de Quebec            | Air Transat (Estacional) | B            |              |
| Regina (Saskatchewan)                                         | Aeropuerto Internacional de Regina                        | WestJet (Estacional) | B            |              |
| Saskatoon (Saskatchewan)                                      | Aeropuerto Internacional de Saskatoon-John G. Diefenbaker | WestJet (Estacional) | B            |              |
| Toronto (Ontario)                                             | Aeropuerto Internacional Toronto Pearson                  | Air Canada / Air Transat (Estacional) / Flair Airlines (Estacional) / Porter Airlines (Estacional) (inicia el 14 de noviembre de 2025) / WestJet | B            |              |
| Vancouver (Columbia Británica)                                | Aeropuerto Internacional de Vancouver                     | Air Canada / Flair Airlines (Estacional) / WestJet                                                                                               | B            |              |
| Victoria (Columbia Británica)                                 | Aeropuerto Internacional de Victoria                      | WestJet (Estacional) | B            |              |
| Winnipeg (Manitoba)                                           | Aeropuerto Internacional James Armstrong Richardson       | WestJet (Estacional) | B            |              |
| Estados Unidos (24 destinos [10 estacionales], 10 aerolíneas) |                                                           | |              |              |
| Atlanta (Georgia)                                             | Aeropuerto Internacional Hartsfield-Jackson               | Delta Air Lines | B            |              |
| Austin (Texas)                                                | Aeropuerto Internacional de Austin-Bergstrom              | Southwest Airlines (Estacional) | B            |              |
| Chicago (Illinois)                                            | Aeropuerto Internacional O'Hare                           | American Airlines (Estacional) / United Airlines (Estacional) / Volaris (Estacional)                                                             | B            |              |
| Dallas (Texas)                                                | Aeropuerto Internacional de Dallas-Fort Worth             | American Airlines / Frontier Airlines (Estacional)                                                                                               | B            |              |
| Denver (Colorado)                                             | Aeropuerto Internacional de Denver                        | Frontier Airlines (Estacional) / Southwest Airlines / United Airlines                                                                            | B            |              |
| Detroit (Míchigan)                                            | Aeropuerto Internacional de Detroit                       | Delta Air Lines (Estacional) | B            |              |
| Houston (Texas)                                               | Aeropuerto Intercontinental George Bush                   | United Airlines / United Express (Estacional) | B            |              |
| Houston (Texas)                                               | Aeropuerto William P. Hobby                               | Southwest Airlines | B            |              |
| Kansas City (Misuri)                                          | Aeropuerto Internacional de Kansas City                   | Alaska Airlines (Estacional) | B            |              |
| Las Vegas (Nevada)                                            | Aeropuerto Internacional Harry Reid                       | Alaska Airlines (Estacional) | B            |              |
| Los Ángeles (California)                                      | Aeropuerto Internacional de Los Ángeles                   | Alaska Airlines / American Airlines / American Eagle (Estacional) / Delta Airlines / United Airlines (Estacional)                                | B            |              |
| Mineápolis (Minnesota)                                        | Aeropuerto Internacional de Mineápolis-Saint Paul         | Delta Air Lines (Estacional) / Sun Country Airlines (Estacional)                                                                                 | B            |              |
| Newark (Nueva Jersey)                                         | Aeropuerto Internacional Libertad de Newark               | United Airlines | B            |              |
| Nueva York (Nueva York)                                       | Aeropuerto Internacional John F. Kennedy                  | Alaska Airlines (Estacional) | B            |              |
| Orange County (California)                                    | Aeropuerto John Wayne                                     | Southwest Airlines | B            |              |
| Phoenix (Arizona)                                             | Aeropuerto Internacional de Phoenix-Sky Harbor            | American Airlines / Southwest Airlines | B            |              |
| Portland (Oregón)                                             | Aeropuerto Internacional de Portland                      | Alaska Airlines (Estacional) | B            |              |
| Sacramento (California)                                       | Aeropuerto Internacional de Sacramento                    | Alaska Airlines (Estacional) / Southwest Airlines                                                                                                | B            |              |
| Salt Lake City (Utah)                                         | Aeropuerto Internacional de Salt Lake City                | Delta Air Lines | B            |              |
| San Diego (California)                                        | Aeropuerto Internacional de San Diego                     | Alaska Airlines | B            |              |
| San Francisco (California)                                    | Aeropuerto Internacional de San Francisco                 | Alaska Airlines / United Airlines | B            |              |
| San José (California)                                         | Aeropuerto Internacional de San José                      | Alaska Airlines | B            |              |
| San Luis (Misuri)                                             | Aeropuerto Internacional Lambert                          | Alaska Airlines (Estacional) | B            |              |
| Seattle (Washington)                                          | Aeropuerto Internacional de Seattle-Tacoma                | Alaska Airlines / Delta Air Lines | B            |              |
| Europa                                                        |                                                           | |              |              |
| República Checa (1 destino [estacional], 1 aerolínea)         |                                                           | |              |              |
| Praga                                                         | Aeropuerto de Praga                                       | World2Fly (Chárter Estacional) | B            |              |
| Total: 41 destinos (24 estacionales), 3 países, 16 aerolíneas |                                                           | |              |              |

## Estadísticas

### Rutas más transitadas

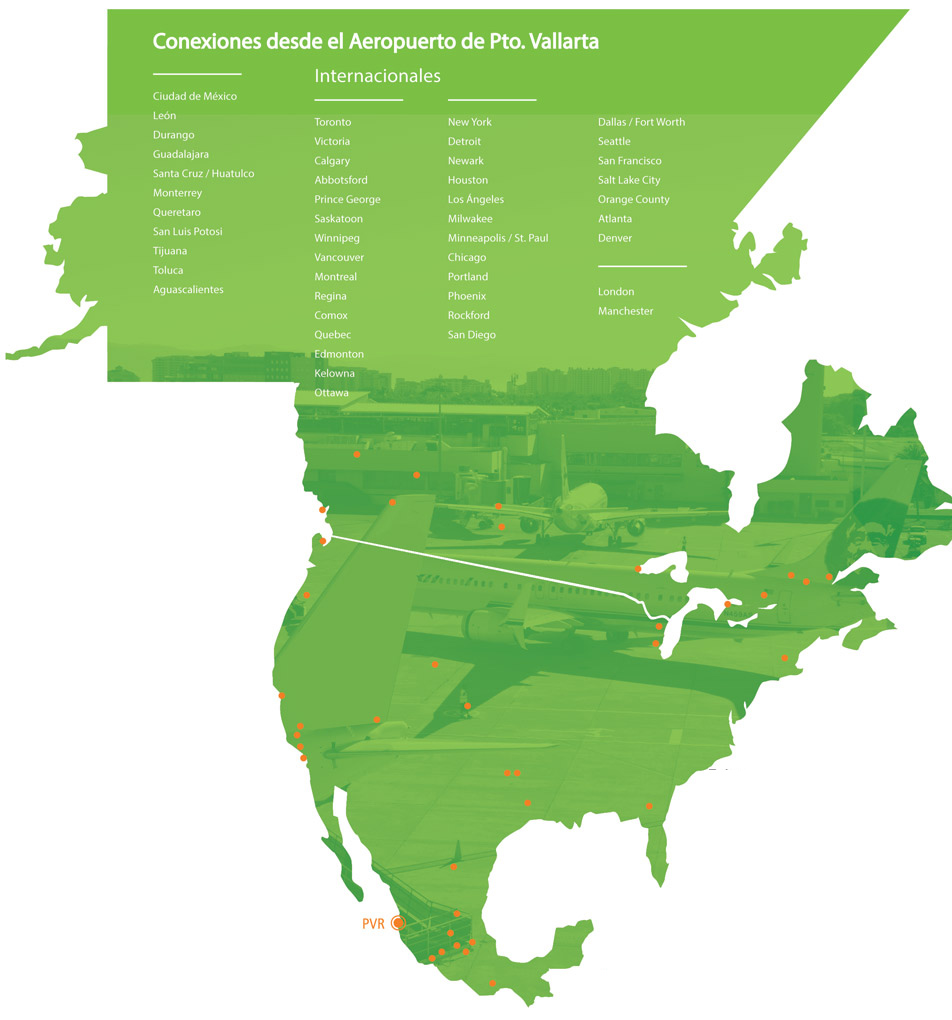
Destinos del aeropuerto.

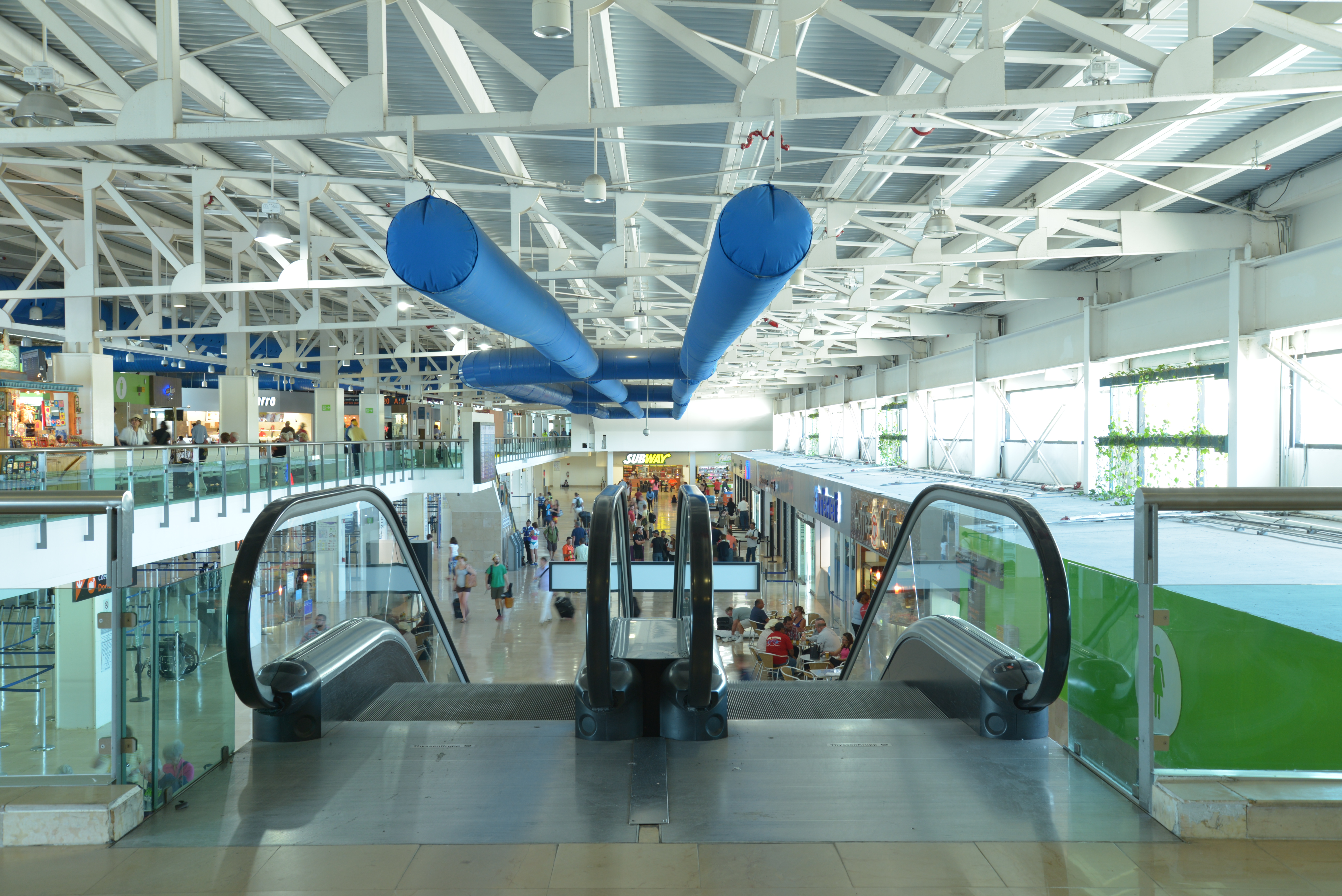
Sala de última espera del aeropuerto.

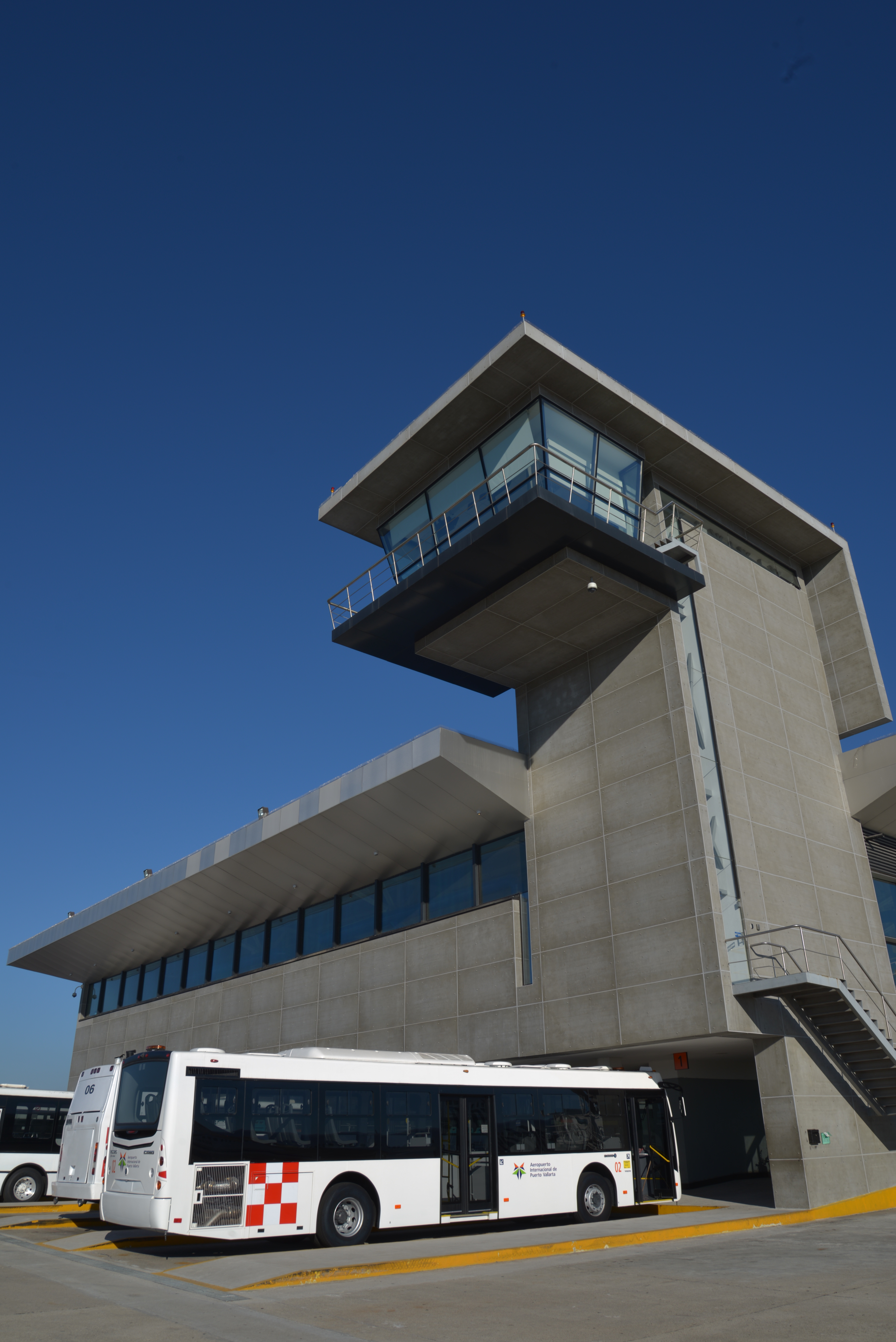
Aeropuerto de Puerto Vallarta.

| Número | Ciudad                              | Pasajeros | Ranking     | Aerolínea                                                    |
| ------ | ----------------------------------- | --------- | ----------- | ------------------------------------------------------------ |
| 1      | Ciudad de México                    | 514,937   | Sin cambios | Aeroméxico, Aeroméxico Connect, Magnicharters, Viva, Volaris |
| 2      | Tijuana, Baja California            | 220,195   | Sin cambios | Viva, Volaris                                                |
| 3      | Guadalajara, Jalisco                | 196,718   | 1           | Viva, Volaris                                                |
| 4      | Monterrey, Nuevo León               | 157,648   | 1           | Magnicharters, TAR, Viva, Volaris                            |
| 5      | Valle de México                     | 90,566    | 2           | Aeroméxico Connect, Mexicana, Viva, Volaris                  |
| 6      | Toluca, Estado de México            | 79,087    | 1           | Viva, Volaris                                                |
| 7      | León, Guanajuato                    | 66,380    | 1           | Volaris                                                      |
| 8      | Querétaro, Querétaro                | 47,428    | Sin cambios | Volaris                                                      |
| 9      | Ciudad Juárez, Chihuahua            | 17,629    | Sin cambios | Viva                                                         |
| 10     | Mexicali, Baja California           | 14,960    | 1           | Volaris                                                      |
| 11     | Aguascalientes, Aguascalientes      | 6,176     | 1           | TAR                                                          |
| 12     | San Luis Potosí, San Luis Potosí    | 4,466     | Sin cambios | TAR                                                          |
| 13     | Cabo San Lucas, Baja California Sur | 3,298     |             | Señor Air                                                    |
| 14     | Mérida, Yucatán                     | 766       |             |                                                              |
| 15     | Durango, Durango                    | 153       | 1           |                                                              |

| Número | Ciudad                                           | Pasajeros | Ranking     | Aerolínea                                                                            |
| ------ | ------------------------------------------------ | --------- | ----------- | ------------------------------------------------------------------------------------ |
| 1      | Los Ángeles, California                          | 196,885   | Sin cambios | Alaska Airlines, American Airlines, American Eagle, Delta Air Lines, United Airlines |
| 2      | Dallas, Texas                                    | 189,425   | Sin cambios | American Airlines, Frontier Airlines                                                 |
| 3      | Phoenix, Arizona                                 | 157,094   | Sin cambios | American Airlines, Southwest Airlines                                                |
| 4      | San Francisco, California                        | 136,102   | 1           | Alaska Airlines, United Airlines                                                     |
| 5      | Houston, Texas (aeropuertos George Bush y Hobby) | 122,850   | 1           | Southwest Airlines, United Airlines, United Express                                  |
| 6      | Denver, Colorado                                 | 118,722   | 2           | Frontier Airlines, Southwest Airlines, United Airlines                               |
| 7      | Vancouver, Canadá                                | 114,076   | Sin cambios | Air Canada, Flair Airlines, Sunwing Airlines, WestJet                                |
| 8      | Calgary, Canadá                                  | 113,543   | 2           | Flair Airlines, Sunwing Airlines, WestJet                                            |
| 9      | Seattle, Washington                              | 93,912    | Sin cambios | Alaska Airlines, Delta Air Lines                                                     |
| 10     | Atlanta, Georgia                                 | 65,161    | 2           | Delta Air Lines                                                                      |
| 11     | Edmonton, Canadá                                 | 58,250    | 1           | Flair Airlines, Sunwing Airlines, WestJet                                            |
| 12     | Chicago, Illinois                                | 58,136    | 1           | American Airlines, United Airlines, Volaris                                          |
| 13     | Toronto, Canadá                                  | 53,228    | 1           | Air Canada, Air Transat, Flair Airlines, Sunwing Airlines, WestJet                   |
| 14     | Mineápolis, Minnesota                            | 52,725    | 1           | Delta Air Lines, Sun Country Airlines                                                |
| 15     | Salt Lake City, Utah                             | 50,094    | Sin cambios | Delta Air Lines                                                                      |

Nota
1. ↑  Las estadísticas oficiales incluyen los aeropuertos George Bush y Hobby.

## Incidentes y accidentes
- El 20 de junio de 1973, el vuelo 229 de Aeroméxico con la matrícula XA-SOC, un DC-9, se estrelló en las montañas de Puerto Vallarta; el avión que hacía la ruta Houston-Ciudad de México con escalas en Monterrey y esta ciudad, estaba en aproximación al Aeropuerto Internacional de Puerto Vallarta pero por la falta de radar el controlador no le pudo dar indicaciones de altitud y en un vuelo nocturno la aeronave se estrelló. Todos sus 27 pasajeros y tripulantes murieron.

- El 31 de marzo de 1986, el Vuelo 940 de Mexicana de Aviación, un Boeing 727-200, originario de la Ciudad de México con destino a Los Ángeles, con escalas en Puerto Vallarta y Mazatlán, se estrelló en la montaña de El Carbón, cerca de la ciudad de Maravatío, Michoacán, después de la pérdida de los sistemas hidráulicos y eléctricos, y fuego en vuelo. Todos los 167 pasajeros y tripulantes a bordo murieron.

- El 31 de enero del 2000, el vuelo 261 de Alaska Airlines, un McDonnell Douglas MD-83, que inició su ruta en Puerto Vallarta en ruta a San Francisco y Seattle-Tacoma, se estrelló después de que su estabilizador horizontal colapsara y causara que la aeronave se dirigiera hacia el Océano Pacífico cerca de la costa de California, al intentar ser desviado a Los Ángeles. Todos sus 88 pasajeros y tripulantes murieron.

- El 4 de noviembre del 2010 el vuelo 7038 de Global Air, un Boeing 737-200 matrícula XA-UHY procedente de la Ciudad de México con 90 pasajeros y 5 Tripulantes aterrizó de emergencia sin el tren de aterrizaje delantero. Gracias a la pericia del piloto la aeronave pudo aterrizar en forma segura. Los pasajeros y tripulación fueron evacuados ilesos del avión detenido en la pista debido a la oportuna intervención de los servicios de emergencia del aeropuerto.

- El 5 de junio de 2020 una aeronave Cessna 210-5A con matrícula XB-LBW que operaba un vuelo privado entre el Aeropuerto de Aguascalientes y el Aeropuerto de Puerto Vallarta se precipitó a tierra en el municipio de San Sebastián del Oeste durante su fase de crucero, impactando contra terreno y matando a los 5 ocupantes, entre ellos el exalcalde de Aguascalientes Adrián Ventura Dávila.[7][8][9]

- El 18 de marzo de 2021, el vuelo 4343 de Viva con ruta Puerto Vallarta - Monterrey, correspondiente a un avión Airbus A320 con matrícula XA-VAZ, tuvo una aparente falla en el tren de aterrizaje frontal unos instantes antes al despegue, lo que provocó la caída frontal de la aeronave sobre la cabecera de la pista 22. No se reportaron lesionados, sin embargo este incidente causó el cierre del aeropuerto de Puerto Vallarta durante varias horas, desviando diversos vuelos a destinos alternos.[10][11]

## Servicios e instalaciones

### Alquiler de automóviles
En el aeropuerto ofrecen sus servicios las siguientes compañías de alquiler de automóviles:
- City Car Rental Puerto Vallarta
- Renta de Autos en Puerto Vallarta Aeropuerto
- Veico Car Rental

## Aeropuertos cercanos
Los aeropuertos más cercanos son:
- Aeropuerto Internacional Amado Nervo (92km)
- Aeropuerto Internacional de Manzanillo (186km)
- Aeropuerto Internacional de Guadalajara (204km)
- Aeropuerto Nacional Licenciado Miguel de la Madrid (236km)
- Aeropuerto Internacional General Rafael Buelna (306km)